# 希勒勒市鎮
希勒勒市鎮（丹麥語：Hillerød Kommune）是丹麥的一個市鎮，位於西蘭島東北部，屬首都大区。面積212.99平方公里，2009年人口47,081人。行政中心为希勒勒。
2007年1月1日由原希勒勒市鎮和斯凱溫厄市鎮合併而成。